# Ono (Fiji)
Ono is een eiland in de Kadavu-archipel in Fiji, tussen Kadavu en het Great Astrolabe Reef. Het heeft een oppervlakte van 30 km² en het hoogste punt meet 354 meter.